# Aragonská kuchyně

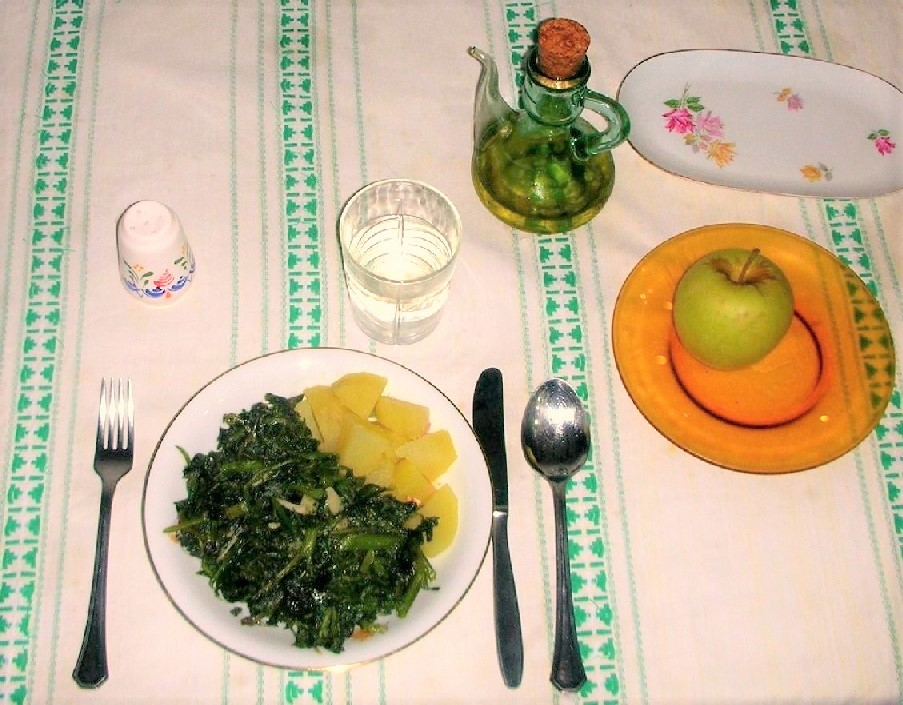
Listy brutnáku vařené a restované s česnekem, podávané s bramborami ve stylu provincie Huesca.

Aragonská kuchyně je soubor několika typických jídel a přísad v Aragonii, společenství ve Španělsku.

## Pokrmy a přísady
Jedním z nejcharakterističtějších pokrmů tradiční aragonské gastronomie je pečené jehněčí maso (připraveno speciálně s ovcemi), známé jako ternasco. Tradiční ingrediencí některých pokrmů (například Albóndigas de bacalao) je také solená treska, dovážená především z jiných částí Španělska.
Typická je i sušená šunka jamón z Teruelu, olivový olej, sladké odrůdy cibule a neobvyklá zelenina, jako je brutnák.
Mezi sladké aragonské speciality patří trenza de Almudevar, tortas de alma, guirlache (druh nugátu), adoquines, frutas de Aragón (konfitované ovoce pokryté čokoládou) a Españoletas (druh místní sušenky).

## Chleby
- Pan de cinta
- Pan de pintera, pintadera nebo estrella
- Pan de cañada (chleba s olivovým olejem)
- Pan de San Jorge (chléb svatého Jiří)
- Regañao (chleba podobný pizze)
- Trenza (pletený chléb)
- Culeca
- Torta de cañamones
- Chusco
- Pan dormido

## Vína
Nejznámější aragonská vína pocházejí z oblastí Cariñena, Somontano, Calatayud a Campa de Borja.